# Bomberman Jetters
Bomberman Jetters (ボンバーマンジェッターズ?, Bonbāman Jettāzu) è una serie televisiva anime del 2002 ideata da Tomofuri Matsubara e prodotta dagli studi d'animazione Gallop, Studio Deen e NAS, basato sulla popolare serie di videogiochi creata da Hudson Soft Bomberman. Inoltre ha anche avuto ricevuto due trasposizioni manga e tre videogiochi.

## Trama
La serie si concentra sulle avventure dei Jetters, un gruppo altamente addestrato incaricato di proteggere i reperti storici e gli oggetti di maggiore valore nell'universo dalla banda di furfanti spaziali Hige-Hige, comandata da Mujoe, Mechadoc e Bagura, che ne è il vero capo. Dopo la scomparsa del leader degli Jetters, Mighty il Bomberman leggendario, suo fratello White Bomber decide di seguire le sue ombre e unirsi al gruppo, con la speranza di conoscere la verità sulla morte del fratello. 

## Personaggi

### Jetters
- White Bomber (シロボン?, Shirobon) è un Bomberman bianco di dieci anni originario del pianeta Bomber, spesso al centro di numerose gag comiche che evidenziano il suo essere impacciato e lo vedono talvolta perfino distruggere accidentalmente oggetti e costruzione, alimentando la frustrazione di Shout e venendo conseguentemente da quest'ultima puntualmente sgridato. Proprio per questo suo carattere, è radicalmente diverso dal fratello maggiore Mighty, anch'egli parte dei Jetters fino alla sua morte. White Bomber ammira fortemente Mighty e quando verrà a conoscenza della verità sulla scomparsa del fratello, che credeva potesse essere ancora vivo, ne rimarrà terribilmente scioccato. All'inizio dell'anime entra a far parte dei Jetters, ponendosi l'obbiettivo di diventare un punto di riferimento per il mondo proprio come lo era Mighty, per onorarlo e ringraziarlo di essere sempre stato presente e aver creduto in lui.
- Shout (シャウト?, Shauto) è l'unica femmina dei Jetters, e diventa il loro leader dopo la scomparsa di Mighty. Colpisce spesso White Bomber per il suo comportamento infantile e stupido, cosa che la fa infuriare. Gestisce un ristorante di ramen con il padre, mentre sua madre Natsumi è morta. Nonostante sia quasi sempre in conflitto con Shirobom, è a lui fortemente legato e riconosce in lui il coraggio e l'onore che caratterizzavano Mighty.
- Birdy (バーディ?, Bādi) è un uccello antropomorfo migliore amico di Mighty prima della sua scomparsa. Birdy è un abile combattente e raramente rivela le sue emozioni ma perde facilmente la calma e si preoccupa ugualmente molto per i suoi amici. Oltre a far parte degli Jetters, è l'autista di un taxi, e sembra conoscere Mama. È capace di volare e di colpire i suoi avversari con delle penne appuntite ed è un personaggio misterioso e solitario di cui perfino i compagni di avventure sanno ben poco.
- Bongo (ボンゴ?, Bongo) è un inventore del pianeta Dodonpa, che si unisce ai Jetters, ed aiuta spesso Ein a modificare Gangu senza permesso per fargli svolgere alcune attività come la cucina. Ogni volta che finisce una frase dice "-bongo". Nel corso della serie si viene a sapere che, nonostante lo imbarazzi e eviti di dirlo a tutti, è il principe del suo pianeta d'origine. Il suo reale nome difatti è Sarusamanbo Kongaragaccha Bosanovavitch Bongoro Dodonpa XXXIV.
- Gangu (ガング?, Gangu) è un robot che produce energia per il cosmo Jetters creato dal Dr. Ein ed accompagnatore di Bongo. Nonostante l'aspetto possa farlo sembrare debole e indifeso, possiede una vasta gamma di armi letali e poteri che usa solo in caso di necessità.
- Mighty (マイティ?, Maiti), l'eroe Bomberman per eccellenza, fratello di White Bomber e conosciuto come il Bomberman leggendario. Ha uno spiccato senso della giustizia e vuole molto bene al fratello, da cui è profondamente ammirato, e sua nonna Momo. Nel primo episodio protegge dalla banda degli Hige-Hige il Cosmo Diamond, un diamante di immenso e inestimabile valore, tuttavia viene ferito da uno delle armi di Mujoe. Successivamente parte da solo per una pericolosa missione sul pianeta Nonbiri. Giunto sul luogo, si dirige verso il nucleo del corpo celeste per distruggerlo con una potente Sal-T Bomb e salvare l'universo ma, indebolito dall'attacco di Mujoe, egli perde i sensi e l'esplosione della bomba finisce per coinvolgere anche lui.
- Dr. Ein (ドクターアイン?, Dokutā Ain) è lo scienziato fondatore degli Jetters, che comunica loro le missioni. Innamorato della nonna di Shirobom e Mighty, che chiama "Momo-chan", cosa che la fa innervosire, è, come White Bomber, continuamente al centro di gag comiche, tuttavia mostra talvolta anche un carattere serio.

### Bomber Shitennou
- Flame Bomber (フレイムボンバー?, Fureimu Bonbā), è il primo Bomber Shitennou ad essere visto in azione nella serie e possiede l'elemento del fuoco. È molto infantile e non prende mai il suo lavoro seriamente. Nell'episodio 13 ha facilmente la meglio su White Bomber, che però, alcuni episodi dopo, grazie a un duro allenamento, riesce a sconfiggerlo definitivamente con la sua Burning Fire Bomb. Il suo campo di battaglia è il cortile di un antico tempio cinese e il suo attacco tipico è la Flame Fire Bomb. Ricorda anche ad alcuni fan di Bomberman occidentale "Heatblast" della serie Ben 10 di Cartoon Network, perché è un bombardiere a tema fuoco.
- Mermaid Bomber (マーメイドボンバー?, Māmeido Bonbā), è una Bomber femmina dotata del potere di controllare l'elemento dell'acqua e il secondo Bomber Shitennou in totale a scontrarsi con White Bomber. È molto sicura di sé e arrogante e tende a comportarsi come una piccola bambina viziata, usando le sue espressioni facciali per convincere Mujoe a darle ciò che vuole. Al primo incontro con i Jetters, si innamora follemente di Birdy ma ciò non la ferma dal cercare di eliminare White Bomber, su cui inizialmente riesce ad avere la meglio ma dal quale viene sconfitta con una travolgente Sunrise Thunder Bomb. Il suo campo di battaglia è una vastissima oasi fluttuante e il suo attacco tipico e può produrre le Splash Water Bombs. Nel complesso, potrebbe essere egoista e fastidiosa con altre persone, come Shout, White Bomber e persino Mujoe, che vede come il suo padre adottivo umano, ma in realtà anche lei ha un lato solitario, poiché è stanca di sentirsi esclusa, a causa del suo essere una bombardiera a tema sirena. Ad alcuni fan di Bomberman occidentale ricorda Ariel della serie Disney La Sirenetta. Sebbene lei abbia un interesse amoroso non corrisposto per Birdy, sfortunatamente lui non può vivere con lei permanentemente in mare perché è un alieno terrestre. Altrimenti annegherebbe sott'acqua. Mujoe si comporta addirittura come una severa figura paterna nei confronti di Mermaid Bomber in Bomberman Jetters, così come Re Tritone si comportava con Ariel nella saga La Sirenetta della Disney.
- Grand Bomber (グランボンバー?, Guran Bonbā) è un Bomber Shitennou potente e altruista, nonché il terzo del gruppo ad apparire nella serie. È una persona onorevole, ragionevole e ricca di ideali, che talvolta si chiede se stia combattendo per il bene o per il male. Diventa amico di White Bomber, non essendo cosciente del fatto che lui sia parte dei Jetters, e quando giunge il momento di scontrarsi con Shirobom, non ha il coraggio di eliminarlo e decide di sacrificarsi pur di non fargli del male, convincendolo a distruggere lui invece. È dotato di una vasta gamma di poteri e, tra i tanti, può creare le Clay Bombs e le Brick Bombs. A differenza del videogioco, il suo campo di battaglia è un campo agricolo. Nel complesso, potrebbe essere un membro gigantesco e dall'aspetto pericoloso del team Bomber Shitennou, ma è comunque una persona sorprendentemente amichevole ma sola che vuole fare amicizia con altre persone, come Shout e White Bomber.
- Thunder Bomber (サンダーボンバー?, Sandā Bonbā) è l'ultimo e più potente Bomber Shitennou ad essere visto in azione. Oltre a controllare l'elemento del tuono e a creare le Flash Bombs e le Flash Thunderbolt Bombs, ha padronanza di numerosissimi attacchi elettrici. Estremamente leale a Mujoe e agli anziani e suoi superiori, è disposto a tutto pur di adempiere alla sua missione ed eliminare coloro che cercano di ostacolare i suoi comandanti. Per questo motivo, ha un'intensa rivalità con Max, che crede stia pianificando di prendere il controllo della banda Hige-Hige e di incastrare Mujoe. Nell'episodio 24 stordisce il padrone per non lasciare che egli lo faccia ritornare un animale e si dirige da Max e White Bomber per eliminarli. Dopo aver colpito di sorpresa Max, inizia a combattere contro il Jetter, che cerca ripetutamente di sconfiggerlo con le sue Burning Fire Bomb, alle quali è del tutto immune. Tuttavia, è lo stesso Max, in realtà vivo, a porre fine al loro scontro e ad annientare Thunder Bomber con la sua letale Hyper Plasma Bomb. Il suo campo di battaglia non viene mai visto nell'anime (MechaDoc lo interrompe quando egli sta per evocarlo) ma, nel videogioco, è un'arena circondata da un recinto elettrico.

## Veicoli
Gli Jetters possiedono tanti veicoli, mostrati in diversi episodi: 
- Cosmo Jetter - Episodio 1
- Round Jetters - Episodio 2
- Sky Jetter – Episodio 3
- Marine Jetter – Episodio 4
- Drill Jetter – Episodio 5
- Land Jetter – Episodio 6
- Moto Jetter – Il veicolo personale, di Mighty, usato da lui durante le missioni.

## Episodi
| Nº | Titolo italiano (traduzione letterale) Giapponese 「Kanji」 - Rōmaji                            | In onda           | In onda |
| Nº | Titolo italiano (traduzione letterale) Giapponese 「Kanji」 - Rōmaji                            | Giapponese        |         |
| 1  | Il Bomberman leggendario 「憧れのボンバーマン」 - Akogare no Bombaaman                          | 2 ottobre 2002    |         |
| 2  | I cinque Jetters 「5人目のジェッターズ」 - Goninme no Jettaazu                                  | 9 ottobre 2002    |         |
| 3  | Un nemico formidabile 「強敵！ 合体ボンバーマン」 - Kyōteki! Gattai Bombaaman                   | 16 ottobre 2002   |         |
| 4  | Il segreto è l'amicizia! 「シロボン無断発進！」 - Shirobon Mudan Hasshin                        | 23 ottobre 2002   |         |
| 5  | La sfida sotterranea 「地底ゴー！ ゴー！ ゴー！」 - Chitei Gō! Gō! Gō!                          | 30 ottobre 2002   |         |
| 6  | L'uomo misterioso, Max! 「謎の男、MAX(マックス)」 - Nazo no Otoko,Max                           | 6 novembre 2002   |         |
| 7  | Nuove scoperte sul pianeta Kouraku 「ヒゲヒゲ団を追いかけろ！」 - Higehigedan o Oikakero!       | 13 novembre 2002  |         |
| 8  | La rosa dei ricordi 「想い出の青いバラ」 - Omoide no Aoi Bara                                   | 20 novembre 2002  |         |
| 9  | Alla ricerca del tesoro dell'isola! 「宝島を目指せ！」 - Takarajima o Mezase!                   | 27 novembre 2002  |         |
| 10 | Un incontro predestinato 「夕焼けのボムスター」 - Yūyake no Bomusutaa                           | 4 dicembre 2002   |         |
| 11 | Proteggere Charabom! 「母をたずねて三千光年」 - Mama o Tazunete Sansen Kōnen                    | 11 dicembre 2002  |         |
| 12 | Il legame tra madre e figlio 「キャラボンを守れ！」 - Kyarabon o Mamore!                        | 18 dicembre 2002  |         |
| 13 | La sconfitta di Shirobom 「シロボンの敗北」 - Shirobon no Haiboku                               | 25 dicembre 2002  |         |
| 14 | La gloriosa banda Hige-Hige 「栄光のヒゲヒゲ団！」 - Eikō no Higehigedan!                       | 30 dicembre 2002  |         |
| 15 | Addio, Jetters! 「さらばジェッターズ」 - Saraba Jettaazu                                        | 8 gennaio 2003    |         |
| 16 | Il ritorno di Shirobom 「帰ってきたシロボン」 - Kaettekita Shirobon                             | 15 gennaio 2003   |         |
| 17 | La principessa degli oceani! 「魅惑のマーメイドボンバー！」 - Miwaku no Maameidobombaa!         | 22 gennaio 2003   |         |
| 18 | Sunrise Thunder Bomb dell'amicizia! 「友情のサンライズボム」 - Yūjō no Sanraizubomu             | 29 gennaio 2003   |         |
| 19 | Max e Shirobom 「MAXとシロボン」 - Max to Shirobon                                              | 5 febbraio 2003   |         |
| 20 | Un amico sul campo agricolo! 「耕せグランボンバー！」 - Takayase Guranbombaa!                   | 12 febbraio 2003  |         |
| 21 | Duello nell'antico villaggio termale 「古代温泉郷の決闘！」 - Kōdai Onsenkyō no Kettō           | 19 febbraio 2003  |         |
| 22 | Un eroe scomparso 「マイティの一番長い日」 - Maiti no Ichiban Nagai Hi                          | 26 febbraio 2003  |         |
| 23 | Le lacrime di Shout 「シャウトの涙」 - Shauto no Namida                                         | 5 marzo 2003      |         |
| 24 | Il fulminante Thunder Bomber! 「電撃サンダーボンバー！」 - Dengeki Sandaa Bombaa!               | 12 marzo 2003     |         |
| 25 | La verità rivelata 「明かされた真実」 - Akasareta Shinjitsu                                     | 19 marzo 2003     |         |
| 26 | Vittoria finale 「ボクらジェッターズ！」 - Bokura Jettaazu                                      | 26 marzo 2003     |         |
| 27 | L'inizio di un nuovo capitolo 「機能便利ガング！」 - Kinō Benri Gangu!                          | 2 aprile 2003     |         |
| 28 | Rui contro tutti! 「ルーイとおはなし」 - Rūi to Ohanashi                                        | 9 aprile 2003     |         |
| 29 | Il pianeta dei giganti 「大きな星のメロディ」 - ōki na Hoshi no Merodi                          | 16 aprile 2003    |         |
| 30 | Curry e il principe 「カレーと王子様」 - Karē to Oūji-sama                                      | 23 aprile 2003    |         |
| 31 | Il grande piano di Misty 「ミスティ大作戦」 - Misuti Dai Sakusen                                | 30 aprile 2003    |         |
| 32 | L'ammirabile Shirobom! 「憧れのシロボン」 - Akogare Shirobon                                    | 7 maggio 2003     |         |
| 33 | Ein la bomba! 「アインでボン！」 - Ain de Bon!                                                  | 14 maggio 2003    |         |
| 34 | L'inizio del B-1 Grand Prix! 「激闘！ B-1グランプリ！！」 - Gekitō! Bī-Wan Guran Puri!!         | 21 maggio 2003    |         |
| 35 | L'ardente Shirobom! 「B-1勝負！ 燃えよシロボン！」 - Bī-Wan Shōbu! Moeyo Shirobon!              | 28 maggio 2003    |         |
| 36 | Jetters al lavoro! 「密着！ ジェッターズ24時」 - Mitchaku! Jettāzu Nijūyon-ji                   | 4 giugno 2003     |         |
| 37 | Il ritorno di Max! 「蘇るMAX(マックス)」 - Yomigaeru Makkusu                                    | 11 giugno 2003    |         |
| 38 | Max di nuovo all'attacco! 「大発明を守りきれ！」 - Dai Hatsumei wo Mamori Kire!                 | 18 giugno 2003    |         |
| 39 | Un misterioso check-up 「疑惑の健康診断」 - Giwaku no Kenkōshinda                               | 25 giugno 2003    |         |
| 40 | La minaccia 「クーデター勃発！」 - Kūdetā Boppatsu!                                             | 2 luglio 2003     |         |
| 41 | La rinascita dei Dark Hige-Hige 「新生！ 闇のヒゲヒゲ団」 - Shinsei! Yami no Higehige-dan       | 9 luglio 2003     |         |
| 42 | Oscurità all'orizzonte! 「ムジョー、男の塩ラーメン」 - Mujō, Otoko no Shio Rāmen                | 16 luglio 2003    |         |
| 43 | L'arma segreta, la Shumnavault! 「突入！ シュヌルバルト」 - Totsunyū! Shunurubaruto             | 23 luglio 2003    |         |
| 44 | Ricerca per la Bomb Star! 「ボムスターを探せ！」 - Bomusutā o sagase!                           | 30 luglio 2003    |         |
| 45 | Zero e Shirobom 「ゼロとシロボン」 - Zero to Shirobon                                           | 6 agosto 2003     |         |
| 46 | Il segreto della Bomb Crystal 「ボムクリスタルの秘密」 - Bomu Kurisutaru no Himitsu             | 13 agosto 2003    |         |
| 47 | La collisione 「それはそれは恐ろしいメカード」 - Sore wa Sore wa Okoroshī Mekādo                | 20 agosto 2003    |         |
| 48 | Unità Proto-MAX all'attacco! 「激突！？ ジェッター星！」 - Gekitotsu!? Jettā Hoshi!             | 27 agosto 2003    |         |
| 49 | Il coraggio di Zero 「シュヌルバルト奪還！」 - Shunurubaruto Dakkan!                            | 3 settembre 2003  |         |
| 50 | Unione oscura: Dark Force Bomber! 「合体！ ダークフォースボンバー！」 - Gattai! DākuFōsu Bonbā! | 10 settembre 2003 |         |
| 51 | L'ultima battaglia! 「ボンバー星最後の日！」 - Bonbā-boshi Saigo no hi!                         | 17 settembre 2003 |         |
| 52 | Continuate così, Jetters! 「進め！ ジェッターズ」 - Susume! Jettāzu                             | 24 settembre 2003 |         |